# Rogers Arena
Rogers Arena (tidligere kendt som General Motors Place) er en indendørs arena i Vancouver, British Columbia, Canada. Arenaen, der ved ishockeykampe har plads til 18.630 tilskuere, kostede 160 millioner CAD at opføre og stod færdig i 1995.
Arenaen er hjemmebane for NHL-holdet Vancouver Canucks. Fra 1995-2001 var man også hjemmebane for NBA's Vancouver Grizzlies indtil holdet flyttede til Memphis, Tennessee i USA. Fra 2001-2004 husede man desuden Lacrosse-holdet Vancouver Ravens.
Under Vinter-OL 2010 vil arenaen lægge is til hovedparten af mændenes ishockey-kampe, samt de vigtigste af kvindernes kampe. Da sponsornavne ikke er tilladt under OL, var arenaen under OL kendt under navnet Canada Hockey Place.
Arenaen erstattede Pacific Coliseum, både som hjemmebane for Vancouver Canucks og som den primære arena for koncerter og andre større events i Vancouver.
Arenaen betjenes af SkyTrain-stationen Stadium-Chinatown Station.

## Større begivenheder
- 1996 World Cup of Hockey
- 1998 NHL All-star kamp
- 1998 NBA Draft
- 2001 VM i kunstskøjteløb
- 2006 Junior-VM i ishockey (U-20)
- 2006 NHL Draft
- 2010 Ishockey-kampene ved Vinter-OL 2010

49°16′40.11″N 123°6′31.54″V / 49.2778083°N 123.1087611°V